# Gregorio Romero de Larrañaga

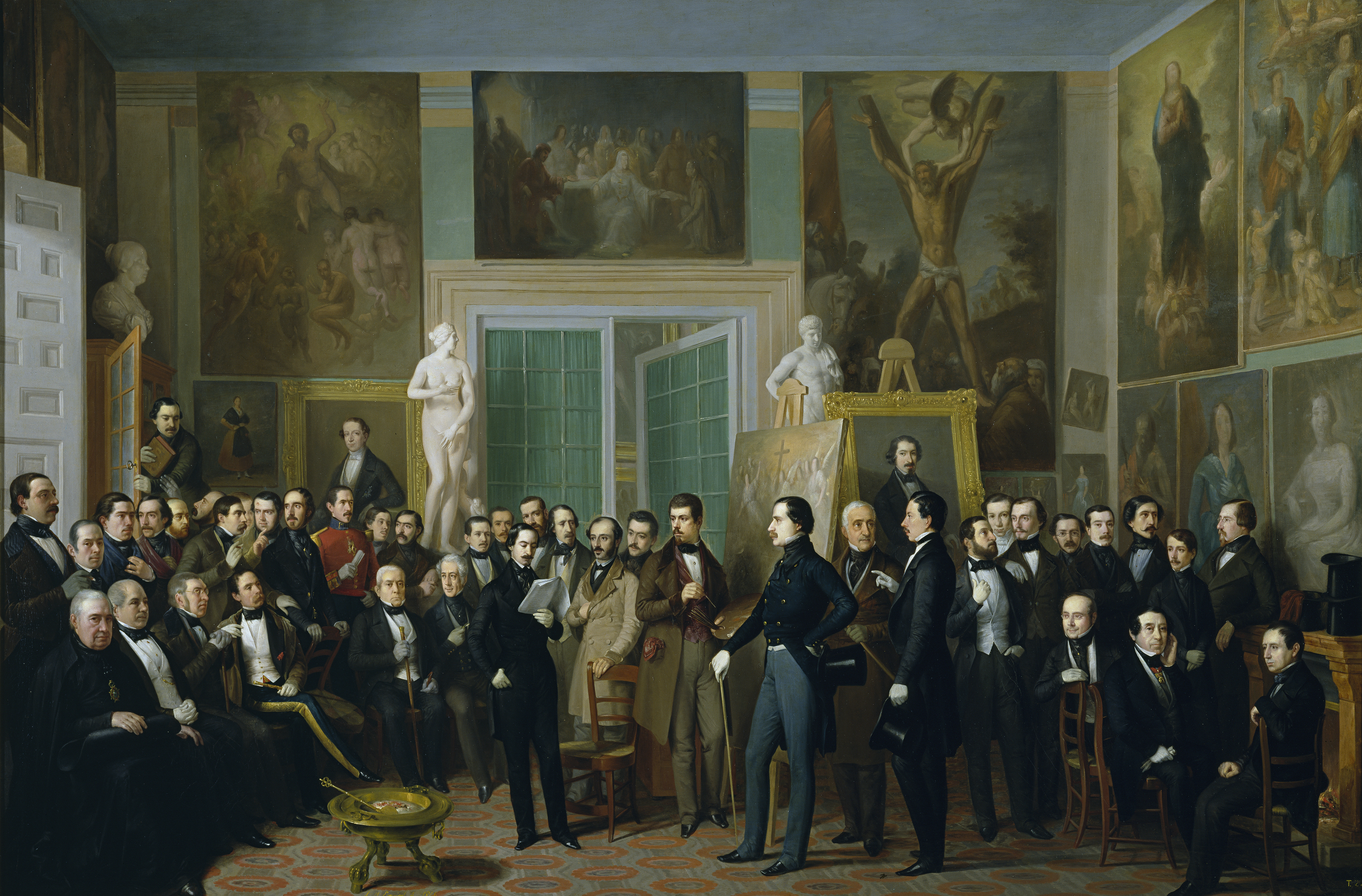
Gregorio Romero de Larrañaga retratado en Los Poetas contemporáneos por Antonio María Esquivel 1846 - Museo del Prado, Madrid

Gregorio Romero de Larrañaga (Madrid, 1814-ibíd. 1872) fue un periodista, dramaturgo y poeta español.

## Biografía
Estudió Derecho en la Universidad de Alcalá de Henares y en la de Madrid. Llevó una vida retraída y enferma (Barcelona, 1863-1867). Trabajó como abogado y oficial de la Biblioteca Nacional. Fue asimismo secretario particular de Manuel Bretón de los Herreros. Defendió apasionadamente los postulados dramáticos del Romanticismo y formó parte de la tertulia literaria conocida como El Parnasillo. Participó activamente en el Liceo y colaboró en publicaciones como el Semanario Pintoresco Español (donde aparece su nombre por primera vez en 1836) y en El Mentor de la Infancia; también en otros muchos periódicos, entre ellos El Español. Dirigió la revista de literatura y modas La Mariposa (1839) y se encargó de la parte literaria de La Iberia Musical y Literaria (1842-1846), una de las primeras revistas españolas consagradas a la música.

## Obra
En sus poemas líricos imitó a José de Espronceda y en los de corte orientalista o legendario a José Zorrilla. Recogió su obra poética desde 1835 en Poesías (Madrid: Vicente de Lalama, 1841), dos tomos, publicadas a instancias del Liceo artístico. El primero contiene su creación lírica, cuyos ejes temáticos son el amor, la tristeza, el paso de la hermosura, el oriente, y son algo tópicas, salvo quizá "Un sueño de un sueño", que recuerda a Edgar Allan Poe. El segundo, titulado Cuentos históricos, leyendas antiguas y tradiciones populares, de carácter narrativo, se abre con una introducción en verso donde enumera lo que va a evocar: brujas, castillos árabes, caballeros. Además de este volumen de poemas narrativos o leyendas escribió otros: Las ferias de Madrid, 1845, El sayón (1836) -inspirado en El bulto vestido de negro capuz de Patricio de la Escosura- e Historias caballerescas españolas (1843) 
Dejó una novela histórica, La cruz y la media luna, sobre el matrimonio de una hermana de Alfonso V con un moro, y otra sentimental y costumbrista, La enferma del corazón (1846-1848). Se consagró en especial al drama histórico: Jimena de Ordóñez, 1838; El gabán de don Enrique (sobre don Enrique III el Doliente); La vieja del candilejo (sobre Pedro I el Cruel), en colaboración con Elipe y Manuel Juan Diana; Fernán González (1847); Juan Bravo el comunero (1849),  El héroe de Bailén (1852), sobre el general Castaños; El licenciado Vidriera, inspirado en la novela ejemplar homónima de Miguel de Cervantes. Uno está dedicado a Garcilaso de la Vega (1839), poeta al que admiraba mucho. Un buen éxito obtuvo Felipe el Hermoso (1845), en colaboración con Eduardo Asquerino.
Es citado en Misericordia, de Benito Pérez Galdós: "Cuando la conversación recaía en cosas de arte, Ponte, que deliraba por la música y por el Real, tarareaba trozos de Norma y de Maria di Rohan, que Obdulia escuchaba con éxtasis. Otras veces, lanzándose a la poesía, recitábale versos de D. Gregorio Romero Larrañaga y de otros vates de aquellos tiempos bobos".